# デジガールPOP!
『デジガールPOP! -STRAWBERRY & POP MIX FLAVOR-』（デジガールポップ、DigiGirl POP!）は、山田太ろう監督の2003年制作の短編テレビアニメ作品。
2000年にオンラインコンテンツポータルサイト、Shockwave.jp に公開された前田真宏のFlashアニメ作品『デジガール』を原案とし、キャラクターの設定および世界観を一新させたリブート作品。全26話。

## 概要
2000年からShockwave.com日本版で公開された当時まったく目新しかったフルデジタルCG色彩を駆使して制作された前田真宏監督のフラッシュアニメ『デジガール』のテレビ版である。ネット版とは人物設定を変更して、単なる二番煎じに止まらない全く別の作品を誕生させた（現在ネット版は公開されていない）。
少女ロボットは自分が何者でどこから来たかも製作者も全く分からない。作中では全く触れられないが、持ち主に捨てられたと考えられる。人間と共に生活し、周囲の人に迷惑をかけてしまうこともあるが、やがてその存在を認められる。捨てられたロボットは人間たちの中で居場所を見出すことができた。従来のロボットアニメと違い敵も登場せず戦闘場面も一切なく、ありがちな戦闘少女アニメとは異なる特殊な物語となった。
少女は自分と全く異なる様々な他者と向き合いコミュニケーションを築いていく。本来ならば重要で重いテーマだが、華やかで明るい色彩と軽快で明るい音楽、そしてほのぼのした独特の世界観で深刻ぶらずに描いた。
人物の輪郭の描線の太さが均一ではない。ペンで描いたように線の強弱がはっきり出ているため、太い部分と細い部分が混在して漫画に近い絵になっている。人物に光が当たっても地に影が写らない。色は平坦に塗られ、背景も機械的である。リアルさを徹底して排除し、わざと作り物っぽい独自の作品世界を構築している。

## あらすじ
ラブリックタウンの道路に上空から大きな物体が落下した。それは人型少女ロボット・デジガールであった。車を運転中に偶然通りかかったネイルはデジガールを車に積んで帰宅する。ネイルの弟の山口君が修理してデジガールは再起動した。
感情と人格を持つデジガールは人間社会に順応し、純粋で優しい心と明るい性格で皆から愛されていく。やがて一人の人間の少年に恋をするのだった。

## 登場キャラクター
- デジガール - 和希沙也

本作の主人公。突如空から降ってきた少女型ロボット。ドジばかりで周囲に迷惑をかけており、ネイルに怒られているが、持ち前の明るさで周囲と交流していく。苺が好き。「ヘイ、ユー!」と言うと、リモコン機能を発揮する。
- ネイル - 増田ゆき

デジガールを拾った女性。ネイルサロンを経営している。ドジばかりのデジガールに手を焼くこともしばしば。
- 山口くん - 奥島和美

ネイルの弟。小学生。根暗だが、聡明。作中では、ナレーションを担当している。
- コウ - 石田彰

デジガールが好意を寄せる美少年。
- サイバーレディ - 沢海陽子

ネイルの親友。中華料理店を経営している。
- ワイヤマン - 真殿光昭

コウの親友。褐色の肌とサングラスが特徴の男。ノリが良い性格。
- ドクター・ヒール - 秋元羊介

学校の用務員。
- 少女三人組（リャン、ウー、パー）-亀井芳子

人気者のデジガールを妬み、様々な嫌がらせをする。
- 犬のザッピィ - 亀井芳子（二役）

犬型ロボット。デジガールに飼われる。
- その他 - 奥田民義、ロバート ほか

## 放映時間
キッズステーションで2003年2月17日から同年8月12日にかけて放送された。放送日は月曜から日曜までの全曜日で各話を一週間ずつ放送した。放送時間は月曜から金曜までが7時00分から7時04分までと19時00分から19時04分まで、土日は20時56分から21時00分までの4分間。また、一部の地方局でも放送され、本放送終了後もキッズステーションで繰り返し再放送されている。

## スタッフ
- 原作 - ウズ・グラフィッチ、クリエイターズ・ドット・コム
- 監督 - 山田太ろう
- シリーズ構成 - 吉田玲子
- キャラクター原案 - 坂上サチコ、ウズ・グラフィッチ
- キャラクターデザイン - 朝来昭子、竹田睦美
- アニメーション監督 - 栗原ハジメ
- 美術監督 - 篠原ハヤト
- 音楽 - サブロク・オーガナゼイション
- 音響監督 - 吉田知弘
- プロデューサー - 大関史子、松田章男、宮田照久、山田秀治
- アニメーション制作 - クリエイターズ・ドット・コム
- 製作 - キッズステーション、パイオニアLDC、ホリプロ、G.D.H.

## 主題歌
「ウヒョウヒョPOP!」
作詞 - たろちん♪ / 作曲 - ながいけん / 編曲 - Kenn Nagai / 歌 - かずきさや 
- オリコン初登場6357位

## 各話リスト
| 話数 | サブタイトル                      | 脚本     | 絵コンテ            | 作画監督 |
| ---- | --------------------------------- | -------- | ------------------- | -------- |
| 1    | ひろったロボット                  | 吉田玲子 | 竹田睦美 山田太ろう | 朝来昭子 |
| 2    | 役に立たない                      | 吉村元希 | 竹田睦美 山田太ろう | 朝来昭子 |
| 3    | 捨てられたロボット                | 笠原邦暁 | 竹田睦美 山田太ろう | 朝来昭子 |
| 4    | バイトするのじゃ                  | 吉田玲子 | 竹田睦美 山田太ろう | 朝来昭子 |
| 5    | ネイルアートに魅せられて          | 吉村元希 | 竹田睦美 山田太ろう | 朝来昭子 |
| 6    | 海辺のロマンス・前編              | 吉田玲子 | 竹田睦美 山田太ろう | 朝来昭子 |
| 7    | 海辺のロマンス・後編              | 吉村元希 | 山田太ろう          | 竹田睦美 |
| 8    | ハイスクールへ行ってみよう        | 吉田玲子 | 山田太ろう          | 竹田睦美 |
| 9    | 恋ってなぁに?                     | 吉村元希 | 山田太ろう          | 竹田睦美 |
| 10   | スパイ大作戦・前編                | 笠原邦暁 | 山田太ろう          | 竹田睦美 |
| 11   | スパイ大作戦・後編                | 笠原邦暁 | 竹田睦美 山田太ろう | 竹田睦美 |
| 12   | 初めてのデート                    | 笠原邦暁 | 山田太ろう          | 竹田睦美 |
| 13   | モデルになっちゃった              | 吉田玲子 | 山田太ろう          | 竹田睦美 |
| 14   | HPできちゃった                    | 吉田玲子 | 山田太ろう          | 竹田睦美 |
| 15   | ザッピィの散歩                    | 吉村元希 | 山田太ろう          | 竹田睦美 |
| 16   | オリエンタルでエスニックないい女? | 笠原邦暁 | 山田太ろう          | 竹田睦美 |
| 17   | ネイルと買い物                    | 吉村元希 | 山田太ろう          | 竹田睦美 |
| 18   | ハッピー? バースディ?             | 吉田玲子 | 山田太ろう          | 竹田睦美 |
| 19   | ほんとのデート?                   | 吉村元希 | 山田太ろう          | 竹田睦美 |
| 20   | バレンタインチョコの作り方        | 笠原邦暁 | 山田太ろう          | 竹田睦美 |
| 21   | チョコどこ?                       | 吉村元希 | 山田太ろう          | 竹田睦美 |
| 22   | うれしい赤点                      | 吉村元希 | 山田太ろう          | 竹田睦美 |
| 23   | 冷たいみんな                      | 笠原邦暁 | 山田太ろう          | 竹田睦美 |
| 24   | トロフィーに気をつけろ!           | 吉田玲子 | 山田太ろう          | 竹田睦美 |
| 25   | パーティに誘われた!               | 吉田玲子 | 山田太ろう          | 竹田睦美 |
| 26   | どきどきわくわくダンスパーティー  | 吉田玲子 | 山田太ろう          | 竹田睦美 |